# Arie Luyendyk junior

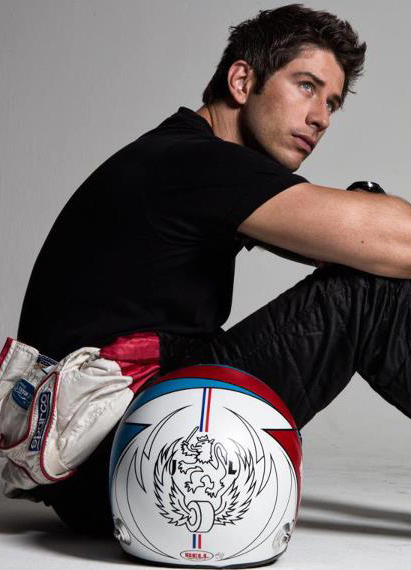
Arie Luyendyk junior 2012

Arie Luyendyk junior (* 18. September 1981 in ’s-Hertogenbosch) ist ein niederländischer Rennfahrer. Sein Vater ist der Rennfahrer Arie Luyendyk.

## Karriere
Luyendyk begann seine Motorsportkarriere 1992 im Kartsport, in dem er bis 1997 aktiv war. Anschließend wechselte er in den Formelsport und war von 1998 bis 2001 unter anderem in der US-amerikanischen Formel Ford aktiv. Außerdem nahm er 1998, 1999 und 2001 in Europa an der Benelux Formel Ford teil, was seine einzigen Renneinsätze in Europa darstellt.
2002 wechselte Luyendyk in die IRL Infiniti Pro Series zu Luyendyk Racing, dem Team seines Vaters. Obwohl er kein Rennen gewann, wurde er mit vier zweiten Plätzen Vizemeister hinter A. J. Foyt IV. 2003 wechselte er zu Sinden Racing und beendete die IRL Infiniti Pro Series mit zwei Podest-Platzierungen auf dem siebten Platz in der Fahrerwertung. 2004 bestritt er seine dritte Saison in der IRL Infiniti Pro Series. Er trat in dieser Saison zunächst für Sam Schmidt Motorsports und schließlich für AFS Racing an. Mit einem zweiten Platz als bestes Resultat schloss er die Saison auf dem dritten Platz ab.

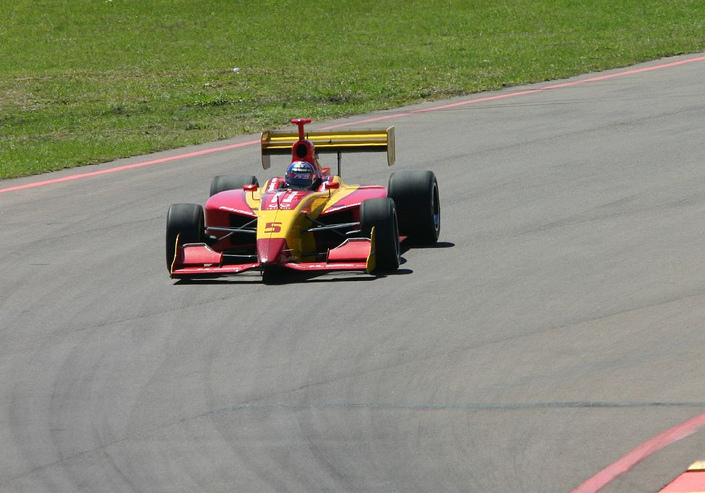
Luyendyk in der IRL Infiniti Pro Series in St. Petersburg 2005

2005 nahm Luyendyk nur an 9 von 14 Rennen der IRL Infiniti Pro Series teil. Für Sam Schmidt Motorsports belegte er den elften Platz. Außerdem versuchte Luyendyk sich 2005 für das Indianapolis 500 zu qualifizieren, schaffte es jedoch nicht. 2006 gelang Luyendyk schließlich im Team seines Vaters beim Indianapolis 500 sein Debüt in der IndyCar Series. Er schied allerdings auf dem 28. Platz aus und wurde 36. in der Fahrerwertung. Außerdem startete er 2006 für AFS Racing zu vier Rennen in der IRL Indy Pro Series, der Nachfolgeserie der IRL Infiniti Pro Series, und schloss die Saison auf dem 15. Platz.

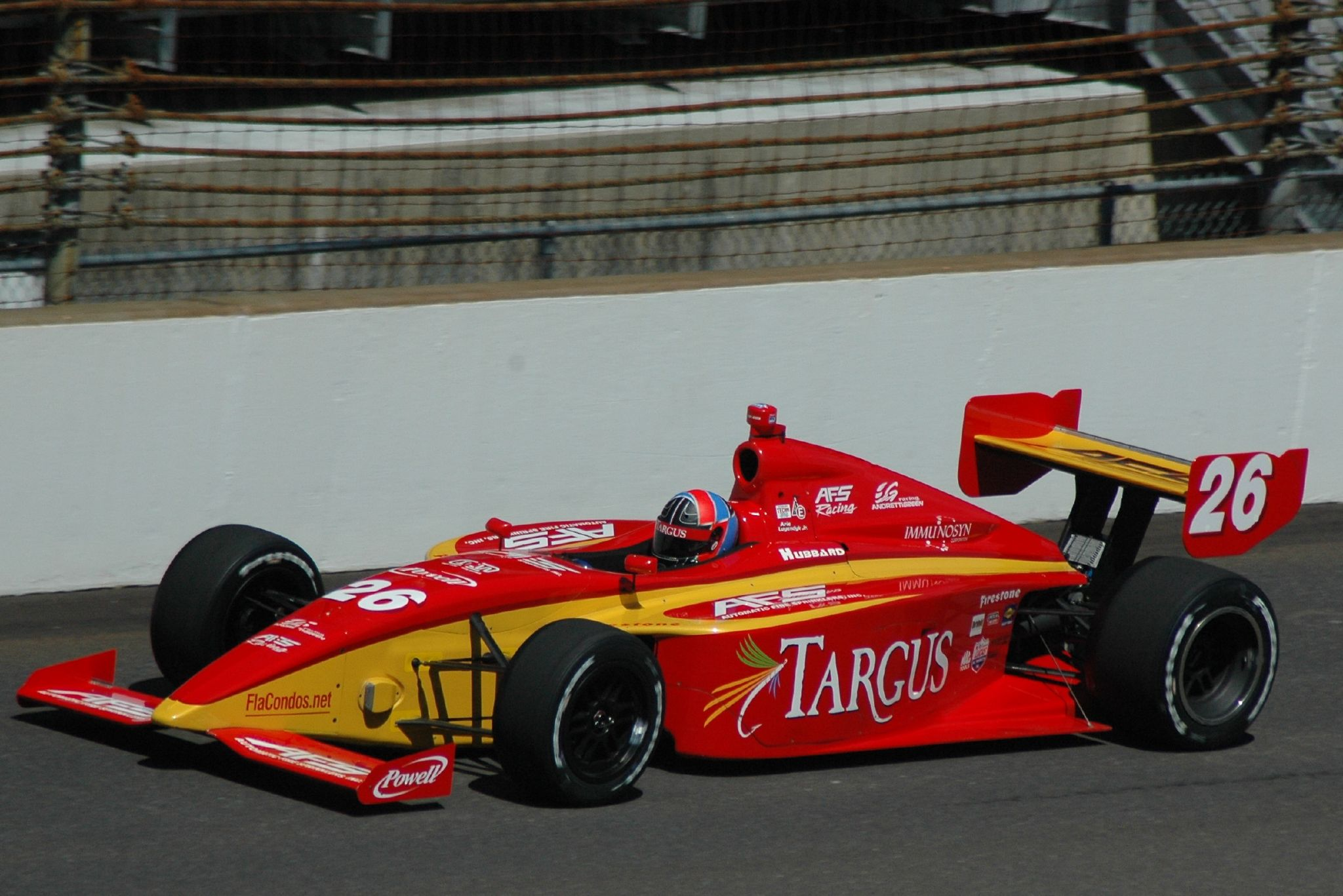
Luyendyk beim Indy-Lights-Rennen in Indianapolis 2008

2007 nahm Luyendyk für Guthrie Racing an zwei IRL-Indy-Pro-Series-Rennen teil und wurde 35. in der Meisterschaft. Außerdem startete er bei einem Rennen der American Le Mans Series (ALMS). 2008 wurde die Pro Series erneut umbenannt. Für Andretti Green-AFS Racing trat Luyendyk zusammen mit Raphael Matos in der Indy Lights an. Beim Saisonfinale in Joliet gewann Luyendyk sein erstes Rennen in der Indy Lights. Während Matos den Titel gewann, wurde Luyendyk Vierter in der Meisterschaft.
Nach einer einjährigen Pause kehrte Luyendyk 2010 für vier Rennen in die Indy Lights zurück. Mit einem siebten Platz als bestes Ergebnis schloss er die Saison auf dem 17. Gesamtrang ab.

## Persönliches
Luyendyks Vater Arie Luyendyk gewann zweimal das Indianapolis 500. Vier Mal in Folge wurde Luyendyk jr. von 2003 bis 2006 zum Most Popular Driver der IRL Pro Series gewählt.
2012 nahm Luyendyk an der US-amerikanischen Fernsehshow The Bachelorette, dem Pendant zu Bachelorette – Die Traumfrau, als Kandidat teil. 2017 war er der Bachelor der 22. Staffel der US-amerikanischen Fernsehshow The Bachelor.

## Statistik

### Karrierestationen
| - 1992–1997: Kartsport - 1998: US-amerikanische Formel Ford - 1998: Benelux Formel Ford - 1999: US-amerikanische Formel Ford - 1999: Benelux Formel Ford - 2000: US-amerikanische Formel Ford (Platz 11) - 2000: US Barber Formel Dodge | - 2001: US-amerikanische Formel Ford (Platz 9) - 2001: Benelux Formel Ford - 2002: IRL Infiniti Pro Series (Platz 2) - 2003: IRL Infiniti Pro Series (Platz 7) - 2004: IRL Infiniti Pro Series (Platz 3) - 2005: IRL Infiniti Pro Series (Platz 11) - 2006: IRL Indy Pro Series (Platz 15) | - 2006: IndyCar Series (Platz 36) - 2007: IRL Indy Pro Series (Platz 35) - 2007: ALMS - 2008: Indy Lights (Platz 4) - 2010: Indy Lights (Platz 17) |

### Einzelergebnisse in der IndyCar Series
| Saison | Team                            | 1   | 2   | 3   | 4       | 5        | 6   | 7   | 8   | 9   | 10  | 11  | 12  | 13  | 14  | 15  | 16  | 17  | Punkte | Rang |
| ------ | ------------------------------- | --- | --- | --- | ------- | -------- | --- | --- | --- | --- | --- | --- | --- | --- | --- | --- | --- | --- | ------ | ---- |
| 2005   | CURB/Agajanian/Beck Motorsports | HMS | PHX | STP | MOT     | INDY DNQ | TXS | RIR | KAN | NSH | MIL | MIS | KTY | PPI | SNM | CHI | WGL | FON | 0      | —    |
| 2006   | Luyendyk                        | HMS | STP | MOT | INDY 28 | WGL      | TXS | RIR | KAN | NSH | MIL | MIS | KTY | SNM | CHI |     |     |     | 10     | 36.  |

(Legende)

### Sebring-Ergebnisse
| Jahr | Team                 | Fahrzeug              | Teamkollege     | Teamkollege      | Platzierung | Ausfallgrund |
| ---- | -------------------- | --------------------- | --------------- | ---------------- | ----------- | ------------ |
| 2007 | Robertson Racing LLC | Panoz Esperante GT-LM | David Robertson | Andrea Robertson | Ausfall     | Motorschaden |